# ليو يو مي
ليو يو مي (بالصينية المبسطة: 刘玉梅 ; بالصينية التقليدية: 劉玉梅 ; بينيين: Liú Yùméi). وهي لاعبة كرة يد صينية من مواليد 17 تموز - يوليو من سنة 1961 م . شاركت ليو يو مي مع المنتخب الصيني في مسابقة كرة اليد ضمن دورة الألعاب الأولمبية الصيفية في سنة 1984 وألتي أقيمت في مدينة لوس أنجلس سنة 1984 م وحصلت مع منتخب بلادها على الميدالية البرونزية في كرة اليد في تلك الدورة .

## روابط خارجية
- ليو يو مي على موقع أوليمبيديا (الإنجليزية)
- ليو يو مي على موقع اللجنة الأولمبية الصينية (الإنجليزية)

(باللغة الإنجليزية)